# Th101
Th101 – polskie oznaczenie na PKP parowozu towarowego saksońskiej serii V {\displaystyle {\mathfrak {V}}} (V V), produkowanego w latach 1885–1901. Na kolejach niemieckich (DRG) służyły jako seria (Br) 536-7.

## Historia
Począwszy od 1885 roku saksońska fabryka Hartmann w Chemnitz (pełna nazwa: Sächsische Maschinenfabrik vorm. Richard Hartmann – Saska Fabryka Maszyn, dawniej Richard Hartman) produkowała dla Królewskich Państwowych Kolei Saksońskich serię parowozów towarowych, oznaczonych jako V V (pięć fau). W oznaczeniu serii parowozu (niem. Gattung) rzymska cyfra V oznaczała lokomotywy o układzie osi C, a litera V (pisana frakturą: {\displaystyle {\mathfrak {V}}}) – silnik sprzężony (Verbundtriebwerk).
Lokomotywa prototypowa o nazwie własnej „Känzli” (numer 736, później 1012) została zbudowana w 1885 roku, a seryjne zaczęto produkować od 1887 roku. Konstrukcja lokomotywy wywodziła się z wcześniejszej serii V o tym samym układzie osi, lecz z silnikiem bliźniaczym. Wymiary cylindrów silnika sprzężonego były wzorowane na pruskiej lokomotywie serii G4².
Lokomotywy te budowano na przestrzeni lat w kilku seriach produkcyjnych, różniących się szczegółami. Pierwsza partia 18 sztuk wraz z prototypem zbudowana została w latach 1885–1890 (numery na kolejach saksońskich od 1892 roku: 1012–1029). Druga partia 74 sztuk zbudowana została w latach 1890–1895 (numery saksońskie 1001–1011 i 1030–1092) i różniła się zwiększeniem średnicy cylindrów silnika do 480/700 mm. Jedenaście pierwszych lokomotyw tej serii było zamówionych w austriackich zakładach Sigl z Wiener Neustadt, jako wyjątek wśród pozostałych lokomotyw produkcji Hartmanna. Trzecia partia 72 sztuk została zbudowana w latach 1896–1901 (numery 1093–1164) i różniła się nieznacznym zmniejszeniem powierzchni ogrzewalnej kotła. Ogółem zbudowano 164 lokomotywy tego typu dla kolei saksońskich.
W 1920 roku zbudowano w zakładach Hartmann jeszcze jedną lokomotywę o układzie osi C, zaliczoną do serii V V (numer 1000), lecz odmienną konstrukcyjnie. Wykorzystano do jej budowy istniejący kocioł Belpaire’a z zamówień tureckich. Powierzchnia ogrzewalna wynosiła 137 m², a kocioł był znacznie wyżej podniesiony – oś kotła znajdowała się 2300 mm nad szynami.

## Eksploatacja
Wszystkie lokomotywy serii V V były używane początkowo na kolejach saksońskich. 130 lokomotyw zostało następnie po I wojnie światowej przejętych przez koleje niemieckie DRG, gdzie w 1925 roku otrzymały oznaczenie serii (Baureihe – Br) 536-7 (numery od 53 601 do 53 729 oraz 53 751 dla lokomotywy z 1920 roku).
Po I wojnie światowej 14 lokomotyw używanych przez niemieckie koleje wojskowe znalazło się na terenie Polski i zostały przejęte przez Polskie Koleje Państwowe jako seria Th101 (numery Th101-1 do Th101-14). Obejmowały one lokomotywy różnych partii, wyprodukowane między 1887 a 1901 rokiem. W 1926 roku na stanie PKP było 9 maszyn. Po II wojnie światowej nie było już tej serii na PKP.
Dwie lokomotywy utracono podczas wojny na terenie Belgii, a po wojnie 8 przekazano jako reparacje kolejom belgijskim SNCB, gdzie weszły do służby z numerami z zakresu 7726–7783.

## Opis
Parowóz towarowy o układzie osi C, z dwucylindrowym silnikiem sprzężonym, na parę nasyconą (C n2v). Ostoja blachownicowa, o grubości 30 mm, podparta w 4 punktach. Kocioł umieszczony nisko, z osią na wysokości 1925 mm nad szynami. Kocioł miał początkowo 173 płomieniówki, od 1896 roku – 167, o długości 4369 mm. Powierzchnia ogrzewalna kotła wynosiła 115,4 m², a po redukcji liczby płomieniówek w 1896 roku – 111 m². Na kotle znajdował się wysoki zbieralnik pary, a przed nim skrzynkowa piasecznica, dostarczająca piasek przed pierwszą oś. Nad stojakiem kotła, przed budką były zawory bezpieczeństwa systemu Ramsbottom. Od lokomotywy nr 1078 (1895 rok) montowano na kotle przed zaworami bezpieczeństwa dzwon parowy typu Latowski. Dymnica miała drzwi dwuskrzydłowe. Niektóre lokomotywy miały baniasty komin z odiskiernikiem.
Parowóz miał dwucylindrowy silnik sprzężony o średnicy cylindrów początkowo 460/650 mm, a od 1890 roku – 480/700 mm. Prototyp wyposażony był w zawór rozruchowy von Borriesa, lecz seryjne lokomotywy od 1887 roku otrzymały zawór rozruchowy Lindera. Silnik posiadał rozrząd wewnętrzny Allana. Silnik sprzężony pozwalał na zaoszczędzenie 10–15% węgla w stosunku do wcześniejszego parowozu z silnikiem bliźniaczym. Silnikowa była druga oś wiązana. Osie wiązane były sztywno osadzone, rozstaw między pierwszą a drugą wynosił 1900 mm, między drugą a trzecią 1400 mm. Górne części kół były zakryte ozdobnymi ażurowymi „błotnikami”, przy tym dwa tylne były połączone.
Lokomotywa używała tendrów trzyosiowych, późniejszych serii saskich 3 T 7,5, i 3 T 9.
Parowóz był uważany za udany i wytrzymały, był stosunkowo ciężki i silny. Zaliczał się do najcięższych niemieckich maszyn o trzech osiach wiązanych tego czasu. Po równym torze mógł ciągnąć pociąg o masie 1080 ton z maksymalną prędkością 45 km/h, na pochyłości 3‰ – 760 ton z prędkością 35 km/h, a na pochyłości 10‰ – 430 ton z prędkością 25 km/h.